# Równina Warszawska
Równina Warszawska (318.76) – mezoregion fizycznogeograficzny w środkowo-wschodniej Polsce, stanowiący centralną część Niziny Środkowomazowieckiej. Region graniczy od północy z Kotliną Warszawską, od zachodu z Równiną Łowicko-Błońską i Wysoczyzną Rawską, od południa z Równiną Kozienicką, a od wschodu z Doliną Środkowej Wisły; na południowym zachodzie region styka się z Doliną Białobrzeską. Równina Warszawska leży w całości w obrębie woj. mazowieckiego.
Mezoregion jest zdenudowanym płatem akumulacji lodowcowej położonym 20–30 m ponad lustrem wody Wisły z zaznaczonym stopniem erozyjnym ku wschodowi. Zachodnia krawędź regionu stanowiąca granicę z niższymi mezoregionami jest mało widoczna w terenie.
Równina Warszawska jest regionem wybitnie rolniczym; dominują tu uprawa warzyw i sadownictwo. W 1993 roku na terenie Lasów Chojnowskich utworzono Chojnowski Park Krajobrazowy. 
Głównym ośrodkiem miejskim regionu jest Warszawa (na północnym krańcu), a mniejszymi ośrodkami – Piaseczno, Konstancin-Jeziorna, Warka i Tarczyn.